# Anoxia caphtor
Anoxia caphtor är en skalbaggsart som beskrevs av Rudolph Petrovitz 1971. Anoxia caphtor ingår i släktet Anoxia och familjen Melolonthidae. Inga underarter finns listade i Catalogue of Life.